# Guérilla en Ciscaucasie
La guérilla en Ciscaucasie s'inscrit dans la continuité des conflits post-soviétiques et de la seconde guerre de Tchétchénie, après le 16 avril 2009. Elle comprend de nombreux attentats, perpétrés en Tchétchénie et dans les républiques voisines de Daghestan, d'Ingouchie, de Kabardino-Balkarie et d'Ossétie du Nord-Alanie, par des militants islamistes liés au mouvement séparatiste tchétchène et à l'émirat du Caucase. Les forces russes n'ayant pas réussi à annihiler les insurgés durant la seconde guerre de Tchétchénie, la rebellion reste active et a menacé le bon déroulement des Jeux olympiques d'hiver de 2014 se tenant à Sotchi.

## Contexte
Immédiatement après la fin des opérations militaires majeures du second conflit tchétchène, le président russe Vladimir Poutine réaffirma les bases de la nouvelle politique de Moscou en Tchétchénie : transfert du maintien de l’ordre à la milice locale, élection d’un président et d’un parlement au suffrage universel, traité de délimitation des pouvoirs entre la fédération de Russie et la république de Tchétchénie et reconstruction. Environ 7 000 combattants (selon les sources russes, cependant le gouvernement tchétchène nie toutes ces affirmations) ont été amnistiés. Mais malgré les assurances de normalisation de la part du Kremlin, quelques groupes de combattants séparatistes et islamistes armés n'ont pas déposé leurs armes et continuent toujours, de façon sporadique, à mener des actes de résistance.
Le 19 août 2002, un hélicoptère Mil Mi-26 russe est abattu près de Khankala à l'est de Grozny par un missile 9K38 Igla tiré par les séparatistes tchétchènes et s'écrase dans un champ de mines, résultant en la mort de 127 soldats à bord, considérée comme la plus grosse catastrophe aérienne qu'ait subie l'armée russe,
. 
Deux jours plus tard, une journée de deuil national est décrétée par le président Vladimir Poutine.
En 2005, plus de 200 combattants indépendantistes ont été désarmés, selon le chef du FSB, Nikolaï Patrouchev. La mort d'Aslan Maskhadov le 8 mars 2005 a porté un coup dur à la logistique des rebelles. Les attaques contre les forces fédérales prennent de plus en plus un caractère sporadique et moins coordonné. Dans le même temps, des groupes armés islamistes lancent en octobre une attaque terroriste contre Naltchik, capitale de la république de Kabardino-Balkarie, faisant une centaine de morts. Selon la déclaration du président tchétchène Alou Alkhanov faite le 25 décembre 2005, la diminution sensible des activités des combattants atteinte en 2005 grâce, notamment, à la neutralisation de leurs chefs, permettrait maintenant de réduire encore les effectifs des forces fédérales russes dans la république, les organes de l'ordre locaux étant dorénavant aptes à garder la situation en Tchétchénie sous leur contrôle.
Après la mort de Sadoullaïev, Dokou Oumarov devient le chef du mouvement séparatiste. En dépit de la mort de plusieurs chefs indépendantistes, les affrontements entre les forces de l'ordre - troupes russes ou milices locales - et la rébellion restent fréquents. Selon une source proche de l'État-major régional des Forces fédérales, il y aurait encore entre 1 000 et 1 500 combattants séparatistes en activité. En mai 2006, les forces tchétchènes du gouvernement pro-fédéral découvrent le quartier général d'Oumarov dans un bunker dans le village d’Assinovskaïa, mais celui-ci parvient à s'échapper.

## Déroulement

### 2009
Le 16 avril 2009, le régime d'opération dit antiterroriste en vigueur en Tchétchénie depuis 1999 a été levé. Cela marque la fin officielle de la seconde guerre de Tchétchénie.

### 2011
Le 28 mars 2011, une opération des forces russes en Ingouchie fait 17 morts parmi les rebelles caucasiens. Dokou Oumarov est cité comme l’une des potentielles victimes. Dokou Oumarov lui-même dément cette affirmation dans un appel téléphonique à Radio Free Europe/Radio Liberty. 

### 2012
La Ciscaucasie reste, en 2012, la zone des conflits armés les plus meurtriers d'Europe. En 2011, on y compte 750 morts et au moins 628 blessés (forces de sécurité, insurgés et civils) et, du 1er janvier au 1er septembre 2012, 516 morts et 397 blessés.

### 2014
La mort de Dokou Oumarov est confirmée par un communiqué publié en mars 2014 par l'émirat du Caucase, sans donner toutefois de précisions sur le lieu et les circonstances de son décès. Sa disparition avait été évoquée une première fois en janvier 2014, quelques semaines avant les Jeux Olympiques de Sotchi, par Ramzan Kadyrov, qui affirmait avoir la certitude que le chef des rebelles caucasiens était mort. Le 18 mars 2014, Ali Abou Muhammad al Dagestani se présente comme son successeur officiel à la tête de l'émirat du Caucase. Le 8 avril 2014, le FSB confirme la mort d'Oumarov, indiquant que ce dernier a été tué au cours d'une opération militaire.
Dans la nuit du 3 au 4 décembre 2014, 24 personnes sont tuées dans une attaque perpétrée par des insurgés islamistes à Grozny, dont 14 membres des forces de sécurité et 10 insurgés selon Ramzan Kadyrov. L'attaque a été revendiquée par l'émirat du Caucase. Il s'agit de l'attaque la plus meurtrière depuis celle menée contre le parlement de Grozny en 2010.

### 2015
Le 24 juin 2015, une partie de l'émirat du Caucase annonce prêter allégeance à l'État islamique. Abou Mohammed al-Adnani, porte-parole de l'EI, annonce dès le 23 juin que l'allégeance est acceptée. Cependant, cette déclaration fut rejetée par les dirigeants de l'Émirat.
L'État islamique revendique une attaque à l'arme à feu dans la nuit du 29 au 30 décembre 2015, au Daghestan (sud de la Russie).

### 2016
Le 15 février 2016, une attaque à la voiture piégée, attribuée à l'État islamique, fait 2 morts et 19 blessés au Daghestan.
Le 3 décembre 2016, les autorités russes annoncent que Roustam Asildarov, émir de l'État islamique pour le Caucase du Nord, a été éliminé par le FSB à Makhatchkala, dans le Daghestan.

### 2017
Dans la nuit du 23 au 24 mars 2017, l'État islamique attaque une base de la garde nationale russe près de Naourskaïa, en Tchétchénie. Les combats font six morts et trois blessés pour les forces de sécurité russes et six morts du côté des djihadistes ,. 
En avril 2017, l'État islamique revendique la mort de deux policiers russes lors d'une attaque à Astrakhan.

### 2024
Le 3 mars 2024, les autorités russes annoncent avoir tué six combattants de l'État islamique lors d'une opération du FSB dans un immeuble de la ville de Karaboulak, en Ingouchie.

## Pertes
| Année | Tués  | Blessés |
| ----- | ----- | ------- |
| 2009  | 508   | 574     |
| 2010  | 754   | 956     |
| 2011  | 750   | 628     |
| 2012  | 700   | 525     |
| 2013  | 529   | 457     |
| 2014  | 341   | 184     |
| 2015  | 209   | 49      |
| 2016  | 202   | 85      |
| 2017  | 134   | 41      |
| 2018  | 83    | 27      |
| 2019  | 32    | 14      |
| 2020  | 49    | 12      |
| Total | 4 291 | 3 540   |

## Attentats liés à l'insurrection
- Attentats du 29 mars 2010 dans le métro de Moscou
- Attentat de l'aéroport Domodedovo de Moscou
- Double attentat du marathon 2013 de Boston
- Attentat du 21 octobre 2013 à Volgograd
- Attentats des 29 et 30 décembre 2013 à Volgograd
- Attentat du Crocus City Hall le 22 mars 2024